# Juneteenth
Le Juneteenth (une combinaison de June, le mois de juin, et nineteenth, soit l’adjectif dix-neuvième en anglais), officiellement le Juneteenth National Independence Day, également connu sous le nom de jour de la Liberté (Freedom Day), jour de l'Émancipation (Emancipation Day), ou encore jour du Jubilé (Jubilee Day) est une fête nationale et jour férié aux États-Unis célébré le 19 juin. La fête est officielle dans l'État américain du Texas depuis 1980 et un jour férié national depuis juin 2021. Le Juneteenth symbolise l'émancipation des esclaves afro-américains au Texas et plus généralement à travers tout le Sud confédéré.
De façon plus précise, elle commémore l’annonce par le général nordiste Gordon Granger des ordres fédéraux proclamés le 19 juin 1865 à Galveston, au Texas, qui ont libéré tous les esclaves du Texas.
Quelque deux ans et demi auparavant, la proclamation d'émancipation du président Abraham Lincoln avait rendu illégal l’esclavage au Texas, de même que dans les autres États américains en rébellion contre l'Union. La mise en application de la proclamation reposait généralement sur les avancées militaires des troupes nordistes. Étant donné que le Texas était l’un des États esclavagistes les plus éloignés du Nord, on n’y trouvait qu’une faible présence de troupes nordistes à la fin de la guerre de Sécession ; dès lors, la mise en application y avait été plus lente et sporadique qu'ailleurs. Bien qu'on répète souvent que Juneteenth célèbre la fin de l'esclavage aux États-Unis, la pratique s'est maintenue dans deux États de l'Union (le Delaware et le Kentucky) jusqu'au 6 décembre 1865, lorsqu’a été ratifié le treizième amendement de la Constitution des États-Unis, qui abolissait l'esclavage non pénal à l’échelle de la nation tout entière.
Les festivités liées à cette fête remontent à l’année 1866, époque à laquelle elles consistaient en des rassemblements communautaires autour d’églises données. Puis elles se sont répandues dans le Sud des États-Unis et ont revêtu une dimension plus commerciale dans les années 1920-1930, prenant alors souvent la forme d’un festival culinaire. Dans les années 1960, Juneteenth a été quelque peu éclipsée par l’ampleur du mouvement afro-américain des droits civiques, avant de connaître un regain de popularité dans les années 1970, époque à laquelle les festivités se focalisaient sur la liberté des Afro-américains et leur art. Au XXIe siècle, cette fête est devenu un événement célébré dans la plupart des principales villes américaines sous la forme de festivités locales, parmi lesquelles on dénombre des rodéos, des festivals de rue, des réunions de familles, des fêtes dans les parcs, des reconstitutions historiques, ou encore des concours de Miss Juneteenth. Les Mascogos, les descendants des Séminoles, qui avaient fui l’esclavage en 1852 et s’étaient installés à Coahuila, au Mexique, célèbrent également Juneteenth.
Jusqu'en juin 2021, les états de Hawaï, du Dakota du Nord et du Dakota du Sud étaient les seuls du pays à ne pas reconnaître Juneteenth. Sur les 47 états reconnaissant alors ce jour d’une manière ou d’une autre, seuls le Texas, la Virginie, New York et la Pennsylvanie en ont fait un jour férié officiel pour les fonctionnaires de l’État, tandis que le Massachusetts semblait sur le point de le faire. Des groupes ont milité pour que ce jour soit déclaré férié par le Congrès des États-Unis, chose faite en juin 2021.

## Historique

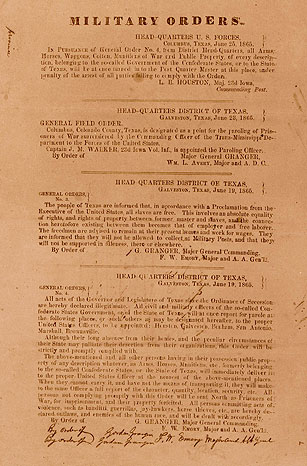
General Order No. 3, 19 juin 1865.

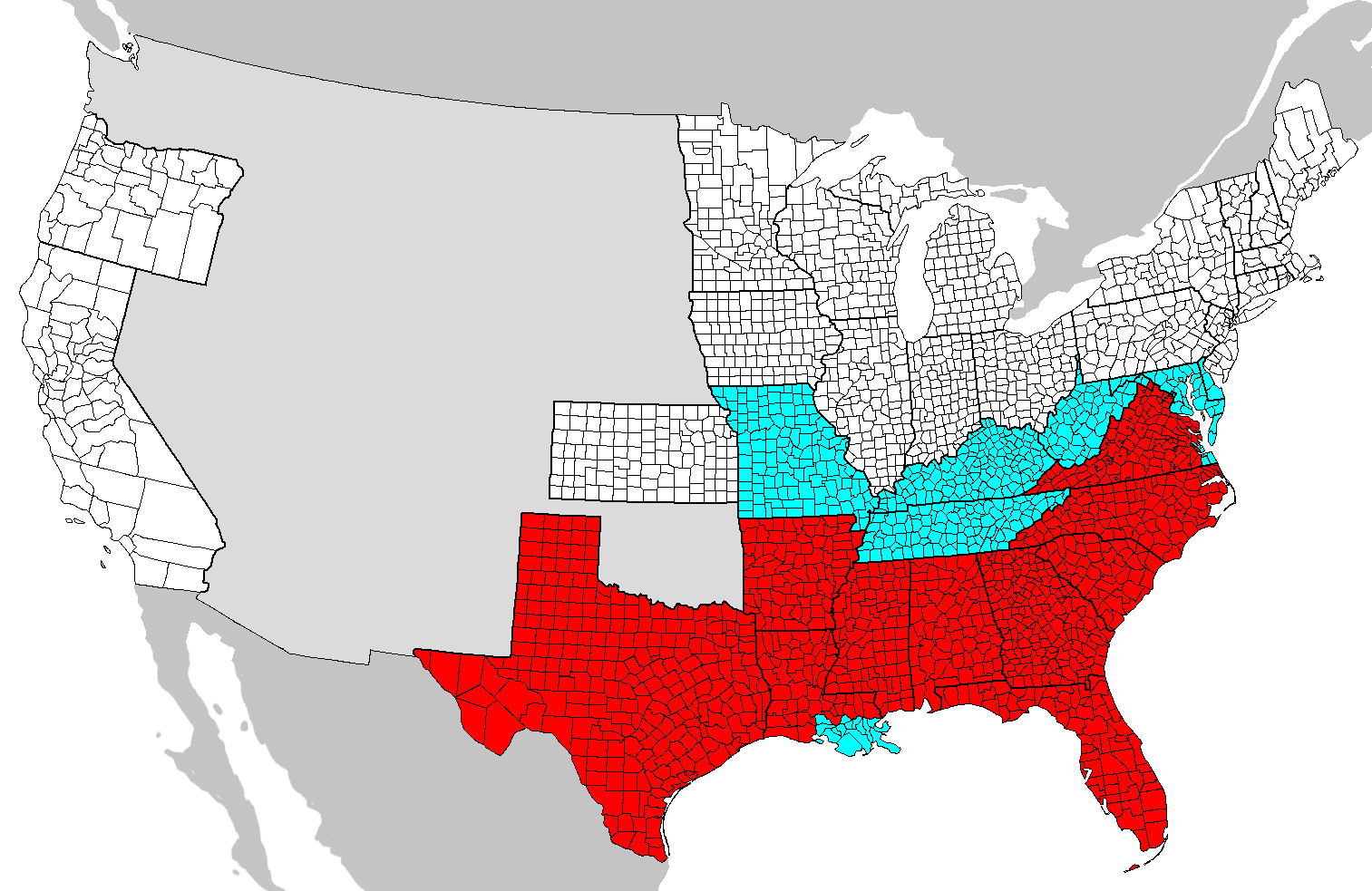
Zones concernées par la proclamation d'émancipation en rouge. Zones où l'esclavage a encore cours après le 19 juin en bleu.

Juneteenth commémore l'annonce faite le 19 juin 1865 par le général Gordon Granger de l'Armée de l'Union, dans la ville de Galveston au Texas, de la libération de tous les esclaves du Texas, relayant ainsi la proclamation présidentielle et décrets fédéraux de 1863 concernant l'abolition de l'esclavage dans les États confédérés. La Proclamation d'émancipation du président Abraham Lincoln était formellement en vigueur dès 1863, et la guerre de Sécession venait de se terminer, mais le Texas était l'un des États esclavagistes les plus éloignés, avec une faible présence des troupes de l'Union, et la mise en œuvre de la proclamation avait été lente et inconsistante. 
Un malentendu courant est de faire de cette date celle de l'abolition de l'esclavage aux États-Unis. Bien qu'il ait été aboli dans les États confédérés, l'esclavage reste légal après le 19 juin 1865 dans les États de l'Union appelés « États limitrophes », ainsi que d'autres comtés et régions, non concernés par la proclamation de Lincoln,. L'esclavage n'est officiellement aboli dans la totalité des États-Unis qu'avec la ratification du Treizième amendement de la Constitution des États-Unis, le 6 décembre 1865.
Cependant cette date du 19 juin est célébrée localement dès 1866, avec l'aide du Bureau des réfugiés, des affranchis et des terres abandonnées, pour fédérer les efforts de mise en œuvre de l'abolition, contre les esclavagistes réfractaires qui continuèrent leurs pratiques illégalement, certains pendant plusieurs années. 

### Premières célébrations
Juste après la proclamation, des habitants de Galveston qui avaient été esclavagisés se livrent à des célébrations. Le 19 juin de l'année suivante, des affranchis texans organisent les premières festivités liées à ce qui deviendrait la célébration annuelle du « Jubilee Day » (jour du jubilée). Ces premiers rassemblements prennent également la forme de meetings politiques destinés à donner des directives de vote aux personnes nouvellement affranchies.
Dans certaines villes, les Noirs se voyaient interdire l’utilisation des parcs publics en raison de la politique de ségrégation des infrastructures soutenue par l’état. En divers endroits du Texas, les personnes libérées mettent alors en commun leur argent afin d’acheter des terrains où ils peuvent organiser les festivités. À Austin, la fête fait l’objet d’une première célébration, sous les auspices du Freedmen’s Bureau, puis elle est signalée dans un « calendrier des événements publics » en daté de l’année 1872. Cette année-là également, à Houston, des leaders de la communauté noire du Texas réunissent les 1 000 $ nécessaires pour l’achat de 10 hectares de terrain destinés à accueillir les festivités. Ce terrain deviendra l’Emancipation Park de Houston.
Très vite, la fête attire des milliers de participants à travers le Texas ; environ 30 000 personnes noires se rassemblent par exemple au Booker T. Washington Park, un parc situé dans le comté de Limestone, au Texas, lui aussi fondé en 1898 pour accueillir des célébrations. On note que, vers les années 1890, le « Jubilee Day » en vient à être connu sous le nom de « Juneteenth ».
Les dynamiques économiques et politiques à l’œuvre au début du XXe siècle entraînent un déclin dans les célébrations de Juneteenth. Entre les années 1890 et 1908, le Texas, de même que l’ensemble des anciens États Confédérés, adoptent des lois visant à priver les membres de la communauté Noire de leurs droits, les excluant de ce fait du processus démocratique. Le pouvoir législatif de ces états, dominés par les Blancs, votent les lois Jim Crow qui confèrent aux Noirs un statut de citoyens de second rang.
Dans ce contexte général, Gladys L. Knight explique que, si on constate un déclin dans la ferveur des célébrations, c’est en partie parce que les Noirs ayant acquis une mobilité sociale pouvaient avoir honte du passé lié à l’esclavage et espéraient pouvoir s’assimiler à la culture majoritaire. Gladys L. Knight affirme aussi que les jeunes générations de Noirs, plus éloignées dans le temps de l’esclavage, étaient quant à elles davantage préoccupées par d’autres objectifs, tels que l’éducation. D’autres, qui avaient migré vers les états du Nord, ne pouvaient pas prendre congé, ou avaient abandonné la tradition purement et simplement.
À l’époque de la Grande Dépression, un grand nombre de Noirs sont amenés à quitter les fermes et à chercher du travail en ville. Dans ce nouveau contexte urbain, les Afro-américains peinent, là encore, à prendre une journée de congé pour célébrer Juneteenth. Mais juste avant la Seconde Guerre Mondiale, tandis qu’avait lieu la deuxième grande migration afro-américaine, Juneteenth connaît un renouveau. De fait, de 1936 à 1951, la foire de Dallas (Texas State Fair) devient un point de rencontre pour ceux qui souhaitent fêter et commémorer l’émancipation, ce qui contribue au renouveau de Juneteenth. En 1936, entre 150 000 et 200 000 personnes prennent part aux festivités à Dallas. En 1938, le gouverneur du Texas de l’époque, J. V. Allred, reconnaît officiellement le 19 juin comme étant la date du Emancipation Day, dont il décale la célébration cette année-là, du fait que le 19 tombe un dimanche et qu’il souhaite faire de Juneteenth un jour de travail chômé. En 1951, 70 000 personnes se rendent à une Juneteenth Jamboree. De 1940 à 1970, lors de la deuxième grande migration afro-américaine, plus de cinq millions de Noirs quittent le Texas, la Louisiane, ainsi que d’autres états du Sud pour les états du Nord et de la Côte Ouest. Comme le souligne Isabel Wilkerson, ces Noirs du Sud contribuent à implanter la fête de Juneteenth dans des villes comme Los Angeles, Oakland et Seattle, entre autres. Un immigrant Texan du nom de Wesley Johnson importe pour sa part la fête de Juneteenth à San Francisco.
Durant les années 1950-1960, le mouvement des droits civiques se concentre principalement sur l’accès des Noirs à plus de libertés et d’intégration. Par conséquent, on observe un nouveau déclin dans les célébrations, bien que Juneteenth soit encore célébré, à l’époque, au Texas. Toutefois, la fête connaît rapidement un regain d’intérêt lorsque les Noirs commencent à mettre en parallèle leurs luttes présentes et celles qui avaient conduit à mettre fin à l’esclavage. Ainsi, dans la ville d’Atlanta, on observe à l’époque certains militants pour l’égalité entre les Noirs et les Blancs arborant des badges « Juneteenth ». On remarque aussi que, lors de la Poor People’s Campaign (en) de 1968 à Washington DC, menée par le révérend Ralph Abernathy, la Southern Christian Leadership Conference fait du 19 juin le « Jour de la solidarité envers la Poor People’s Campaign ».
À la suite de cette renaissance de Juneteenth, on voit alors s’organiser des festivités à grande échelle à Milwaukee et Minneapolis, de même que dans l’Est des États-Unis. En 1974, dans le Sud, la ville de Houston reprend les célébrations à grande échelle, ce que fera Fort Worth, au Texas, l’année suivante. En effet, 30 000 personnes environ se rendent aux festivités du Sycamore Park de Fort Worth en 1975. À Milwaukee, 100 000 personnes se seraient rendues aux festivités organisées en 1978.

## Étymologie
Le terme « Juneteenth » est un mot-valise créé à partir de « June » et de « nineteenth » qui signifient respectivement « juin » et « dix-neuvième » en anglais.